# Zoot Woman (album)
Pour les articles homonymes, voir Zoot.
Albums de Zoot Woman
Living in a Magazine
(2001) Things Are What They Used to Be
(2009)
Singles
1. Grey Day
Sortie : 2003
2. Gem
Sortie : 2004
3. Taken It All
Sortie : 2004

Zoot Woman est le deuxième album du groupe éponyme Zoot Woman, sorti en septembre 2003 sous le label Wall of Sound.

## Réception critique
Andy Kellman de AllMusic donne à l'album 4 étoiles sur 5, déclarant : « Le groupe a tout ce qu'il faut, des chansons excellentes aux synthés doux, en passant par des rythmes prêts à danser (le bassiste doit connaître chaque ligne de Peter Hook à fond) - jusqu'à l'alternance constante entre l'exubérance et la mélancolie ».
Pour David Welsh de MusicOMH, « il semble que l'effort éponyme de Zoot Woman soit facilement l'une des meilleures sorties électroniques de 2003 jusqu'à présent ». Éléonore Colin des Inrockuptibles déclare que « le trio britannique n’a certes point totalement renoncé au rétrofuturisme ultravintage de Living in a Magazine. Il s’est contenté de le distiller dans une electro-pop mélancolique sobrement dosée, capable de faire chavirer les boules à facettes autant que les cœurs amers ».

## Liste des titres
Toutes les chansons sont écrites et composées par Adam Blake, Johnny Blake, et Stuart Price.
| No  | Titre                  | Durée |
| --- | ---------------------- | ----- |
| 1.  | Grey Day               | 4:18  |
| 2.  | Taken It All           | 3:09  |
| 3.  | Gem                    | 4:10  |
| 4.  | Hope in the Mirror     | 3:52  |
| 5.  | Snow White             | 3:04  |
| 6.  | Woman Wonder           | 3:00  |
| 7.  | Calmer                 | 3:59  |
| 8.  | Useless Anyway         | 4:40  |
| 9.  | Maybe Say              | 3:25  |
| 10. | Half Full of Happiness | 5:12  |

## Crédits
Crédits adaptés des notes du livret de l'album.
- Zoot Woman
  - Adam Blake
  - Johnny Blake
  - Stuart Price
- Personnel technique
  - Tom Hingston Studio - direction artistique, design
  - Anuschka Blommers - photographie
  - Niels Schumm - photographie

## Classements

### Album
| Chart                        | Meilleure position |
| ---------------------------- | ------------------ |
| Allemagne (Media Control AG) | 87                 |

### Singles
| Titre                                                              | Année | Meilleure position | Meilleure position | Meilleure position | Album      |
| Titre                                                              | Année | R-U                | R-U Indie          | R-U Dance          | Album      |
| ------------------------------------------------------------------ | ----- | ------------------ | ------------------ | ------------------ | ---------- |
| Grey Day                                                           | 2003  | 83                 | 16                 | 22                 | Zoot Woman |
| Taken It All                                                       | 2004  | 81                 | 10                 | _                  | Zoot Woman |
| « — » indique que le titre n'est pas sorti ou classé dans le pays. |       |                    |                    |                    |            |